# رنگین‌کمان (فیلم ۱۳۵۰)
رنگین کمان (فیلم) فیلمی به کارگردانی و نویسندگی اسماعیل پورسعید ساختهٔ سال ۱۳۵۰ است.

## خلاصه داستان
مادری که به وسیلهٔ دخترش رانده شده با یاری رانندهٔ جوانی خود را بازمی‌یابد و بعد از چندی با مرد میانسالی آشنا شده و با او ازدواج می‌کند...

## بازیگران
- محمدرضا فاضلی
- منصور سپهرنیا
- عزت‌اله وثوق
- جمشید مهرداد
- علی باباخانی
- منیره نجاتی
- محسن آراسته
- سوسن سرمدی
- علی تبریزی
- حسین ملکی
- حسین شهاب
- نوری
- قبادی
- اسماعیل شیرازی
- شعبان شهری
- نیک ورز
- سعید بیگدلی